# HTC Droid Incredible
De HTC Droid Incredible (ADR6300) (ook wel de HTC Incredible genoemd) is een smartphone geproduceerd door de Tainese fabrikant HTC. De Droid Incredible maakt gebruik van versie 2.1 van het Android-besturingssysteem, maar kan inmiddels al geüpgraded worden naar versie 2.3.4, ook wel Gingerbread genoemd. Van de Droid Incredible zijn ook al twee opvolgers uitgebracht, de HTC Desire HD en de HTC Incredible S.